# Jed Graef
Jedward Richard „Jed” Graef (ur. 1 maja 1942 w Montclair w stanie New Jersey) – amerykański pływak specjalizujący się w stylu grzbietowym, mistrz olimpijski (1964) i były rekordzista świata.
Podczas igrzysk olimpijskich w Tokio w 1964 roku zwyciężył na dystansie 200 m stylem grzbietowym, ustanawiając rekord świata (2:10,3).
Ukończył studia na Uniwersytecie Princeton, a następnie doktoryzował się na Uniwersytecie Michigan w dziedzinie psychologii.
W 1988 roku został wprowadzony do International Swimming Hall of Fame.